# Augustus Herman Pettibone
Augustus Herman Pettibone (* 21. Januar 1835 in Bedford, Ohio; † 26. November 1918 in Nashville, Tennessee) war ein US-amerikanischer Politiker. Zwischen 1881 und 1887 vertrat er den Bundesstaat Tennessee im US-Repräsentantenhaus.

## Werdegang
Augustus Pettibone besuchte zunächst das Hiram College in Ohio und studierte danach bis 1859 an der University of Michigan in Ann Arbor. Nach einem anschließenden Jurastudium und seiner im Jahr 1860 erfolgten Zulassung als Rechtsanwalt begann er in La Crosse  (Wisconsin) in seinem neuen Beruf zu arbeiten. Während des Bürgerkrieges stieg er zwischen 1861 und 1865 im Heer der Union bis zum Major auf. Dabei gehörte er einer Infanterieeinheit aus Wisconsin an. Nach dem Krieg praktizierte Pettibone in Greeneville (Tennessee) als Anwalt. Zwischen 1866 und 1868 saß er dort auch im Gemeinderat. In den Jahren 1869 und 1870 war er Staatsanwalt im ersten Gerichtsbezirk von Tennessee; von 1871 bis 1880 fungierte er als stellvertretender Bundesstaatsanwalt für den östlichen Distrikt seines Staates.
Politisch war Pettibone Mitglied der Republikanischen Partei. Im Jahr 1878 kandidierte er noch erfolglos für den Kongress. 1880 war er Delegierter zur Republican National Convention in Chicago, auf der James A. Garfield als Präsidentschaftskandidat nominiert wurde. Bei den Kongresswahlen desselben Jahres wurde er im ersten Wahlbezirk von Tennessee in das US-Repräsentantenhaus in Washington, D.C. gewählt, wo er am 4. März 1881 die Nachfolge des Demokraten Robert Love Taylor antrat. Nach zwei Wiederwahlen konnte er bis zum 3. März 1887 drei Legislaturperioden im Kongress  absolvieren.
1886 verzichtete er auf eine weitere Kandidatur. In den folgenden Jahren praktizierte er wieder als Jurist. Zwischen 1897 und 1899 war er Abgeordneter im Repräsentantenhaus von Tennessee. Von 1899 bis 1905 war Pettibone für das General Land Office tätig. Danach zog er sich in den Ruhestand zurück. Er starb am 26. November 1918 in Nashville, wo er auch beigesetzt wurde.